# Kleun cheewit
Kleun cheewit (คลื่นชีวิต; conosciuta comunemente come Life's Waves) è una serie televisiva thailandese trasmessa su Channel 3 nel 2017.

## Personaggi
- Khun "Thit" Sathit, interpretato da Prin Suparat
- Khun "Jee" Jeerawa, interpretata da Urassaya Sperbund
- Chaiyan, interpretato da Louis Scott
- Piyakul "Piak", interpretata da Jarinporn Joonkiat

## Distribuzioni internazionali
| Paese     | Canale/i    | Prima TV | Titolo adottato   |
| --------- | ----------- | -------- | ----------------- |
| Filippine | GMA Network | 2018     | Waves of Life     |
| Vietnam   | HTV2        | ?        | Sóng gió cuộc đời |